# Rory Hamill
Rory Hamill (Coleraine, 4 maggio 1976) è un ex calciatore nordirlandese, di ruolo attaccante.